# 亞洲航空 (臺灣)

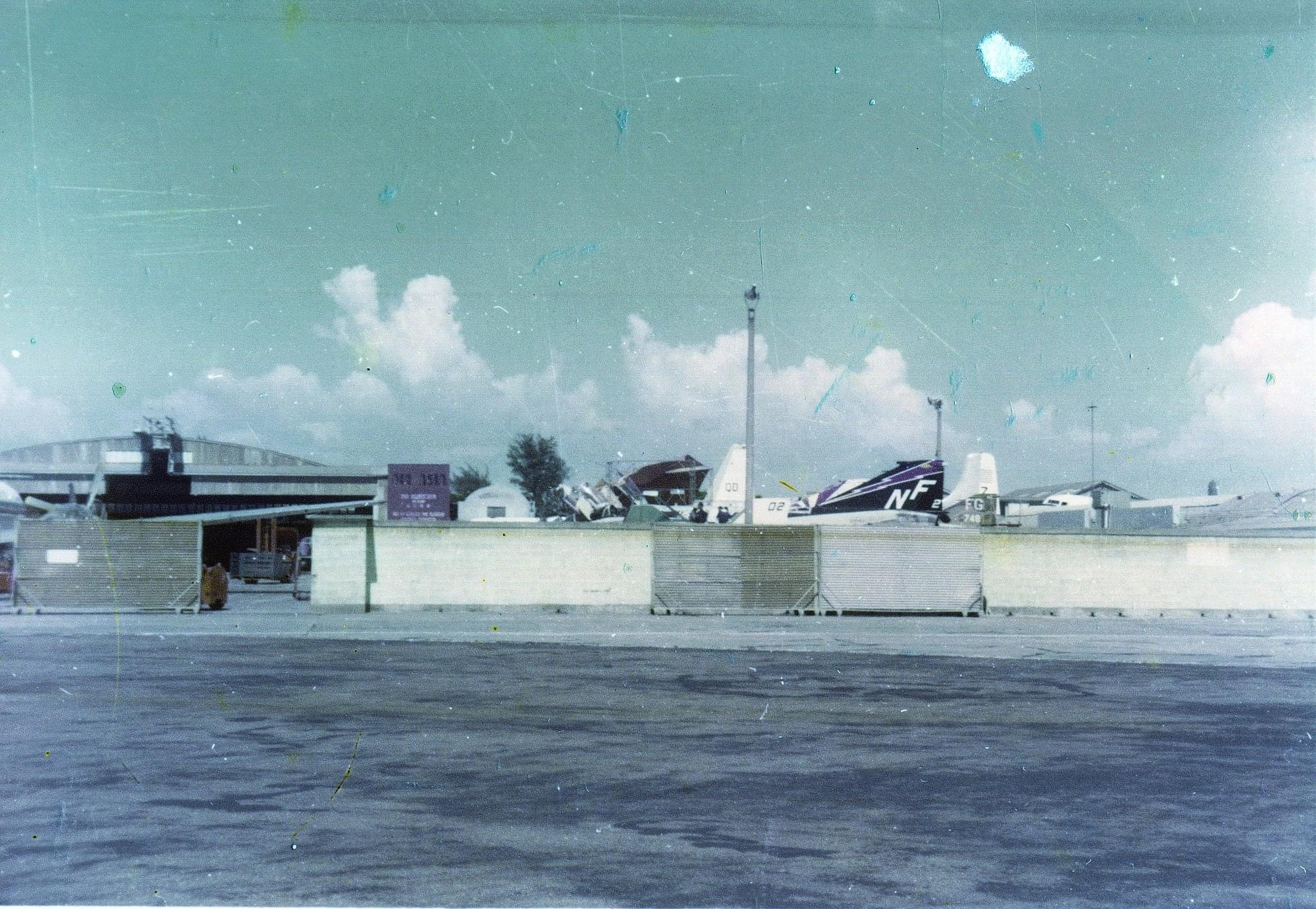
1973年，於台南空軍基地內的亞洲航空棚廠，停放著美國空軍（USAF）、美國海軍（USN）及美國海軍陸戰隊（USMC）飛機

亞洲航空是台灣一家兼具軍機與民航機保修經驗的專業航空器修護公司，並屢獲國際大獎及政府官方的肯定，位於台南市仁德區（昔臺南縣仁德鄉）的臺南機場內，現在是台翔航太工業的子公司，主要股東除了台翔航太外還有台灣糖業公司。
其與1993年在馬來西亞成立的亞洲航空無任何關係，雖然公司名稱相同。

## 歷史
該公司最初為民航空運公司的維修部。1950年代美國中央情報局以Airdale公司之名義收購民航後，即將其維修部釋出，於1955年1月19日建立亞洲航空，管理上歸中情局控制之美航公司管理。亦因此等關係，在韓戰和越戰期間，亞洲航空是美國空軍的後勤支援單位，全盛時期員工近五千人。

## 誕生與沿革
- 1946年，由第二次世界大戰時之美國陸軍航空軍第十四航空隊（飛虎隊）司令陳納德於戰後在重慶成立，直屬於行政院善後救濟總署空運隊，全名是China National Relief And Rehabilitation Administration（CNRRA）；擔任第二次世界大戰後中華民國國內復員輸送，及協助善後物資、其他救災糧食、人員救援等運輸任務。
- 1948年，空運隊改隸中華民國交通部，成為民用航空單位，由民航局特准改稱為民航空運隊（Civil Air Transport，簡稱CAT）。
- 1949年，開始設立修護基地。
- 1955年，民航空運隊改組拆分成兩個公司：一為民航空運公司（Civil Air Transport Company Limited），另一即為亞洲航空股份有限公司（AIR ASIA Co. Ltd.簡稱：亞航公司），歸屬於美航公司（Air America）旗下。
- 1950至1953年韓戰期間：承包大量的美軍運輸機、直昇機及戰鬥機的維修業務，公司員工及維修能量因而快速累積成長。隨後，亞航與美國的關係使其成為東亞最大的航空服務中心，為部署在東亞的所有美國空軍飛機以及太平洋公司的所有秘密作戰飛機提供服務。
- 1955至1975年越戰期間：為美國在太平洋地區首要的軍機維修基地，為美軍在東南亞及太平洋地區海外唯一合格的基地級（Depot Level）維修廠，也是為太平洋地區第一個取得美國聯邦航空總署（FAA）認證之飛機維修公司，在此期間，它已為12,000多架美國空軍飛機提供服務並改裝了8,000台飛機發動機，在越南戰爭期間，美國海軍還利用亞航的服務來維護其部署的C-118B飛機機隊，以支持美國海豹突擊隊和海蜂隊。在其巔峰時期，它還在駐日美軍的立川飛行場（英语：Tachikawa Airfield）經營了另一家服務設施[4]。
- 1975年2月，轉讓美國德州怡新系統公司（E-System，現雷神情報和資訊系統公司），所屬海外子公司。
- 1987年7月，轉讓美商專修飛機引擎及組件之精密空用動力公司（Precision Airmotive）。
- 1989年6月，經營權在地化
- 1993年9月，菁英創投入主亞航公司，邱福德任董事長，陳佑民任總經理。
- 1994年12月1日，亞航公司成為台翔航太之子公司，孫道存接任董事長。
- 1995年，與貝爾直昇機公司（Bell）簽訂維修合作協議，成為該公司的亞太維修中心。跟美國麥道公司（Mcdonnell Douglas）簽訂維修合作協議，成為該公司台灣的飛機修護中心。10月正式啟用直昇機維修中心（VFC）。
- 1996年，與美國直昇機製造廠西科斯基（Sikorsky）公司簽訂維修合作協議。
- 1998年，補辦股票公開發行程序，正式成為公開發行股票的股份有限公司。
- 1999年，通過ISO 9001國際品質認證。
- 2001年，新的廣體客機維修棚廠興建完成。
- 2002年，在美國成立轉投資孫公司Air Asia Company Ltd.（USA）。
- 2007年，通過日本航空局飛機維修廠許可證認證。
- 2009年，通過中國民航局飛機維修廠許可證認證。
- 2016年11月2日，董事會通過前勞委會主委盧天麟擔任董事長兼總經理。
- 2018年2月22日，亞洲航空股票在台灣證券交易所掛牌上市，股票代號2630[5]。

## 廠區
- 台南仁德廠區（總部）：位於台南空軍基地旁
- 台中廠區：位於清泉崗空軍基地內
- 台南歸仁廠區：位於歸仁機場內
- 屏東廠區：位於屏東機場內
- 松山廠區：位於臺北松山機場內

## 外部連結
- 亞洲航空官方網站 （页面存档备份，存于） （繁體中文）（简体中文）（英文）
- 賴瑞‧嘉納博士駕戰鬥機停留於台南機場 （页面存档备份，存于）.PChome 個人新聞台.2006-05-01